# (2407) Haug
(2407) Haug es un asteroide perteneciente al cinturón de asteroides, descubierto el 27 de febrero de 1973 por Luboš Kohoutek desde el Observatorio de Hamburgo-Bergedorf, Hamburgo, Alemania.

## Designación y nombre
Designado provisionalmente como 1973 DH. Fue nombrado Haug en honor al astrónomo alemán Ulrich Haug.